# Señorío de Zuheros
El señorío de Zuheros es un título nobiliario concedido en 1240, por Fernando III de Castilla a su esposa, Juana de Ponthieu. Alfonso X de Castilla lo confirmó como señorío de infantazgo, por lo que aparece en manos de su hijo, el infante Juan de Castilla el de Tarifa (1262-1319) en 1288. En 1293, Sancho IV de Castilla lo dona al concejo de Córdoba y después, en 1441, Juan II de Castilla concede el señorío de la villa a Gonzalo Martínez de Córdoba, caballero de la Casa de Aguilar, quien al morir sin sucesión, recae en Alfonso Fernández de Córdoba, Alcaide de los Donceles, en recompensa a sus servicios. El título hace referencia a la localidad cordobesa de Zuheros.

## Historia
En 1240, Fernando III el Santo dona a su mujer la reina Juana, el Señorío de Zuheros.
La reina Juana, donó el señorío a su hijo, el infante Luis de Castilla, que aparece nombrado como señor de Marchena y Zuheros.
Luis de Castilla o de Borgoña (1243-1269), Infante de Castilla, fue el I señor de Marchena y Zuheros, era hijo de Fernando III el Santo, rey de Castilla y de su segunda mujer Juana de Danmartín, reina consorte de Castilla. Se casó con Juana Gómez de Manzanedo, señora de Gatón y fueron padres de Berenguela de Castilla y de Luis de Castilla, señor de Marchena. Su viuda, Juana Gómez de Manzanedo, vendió a su sobrino el infante Fernando de la Cerda, el heredamiento de Córdoba, Zueros, Zuered, el heredamiento de Arjona, y la aldea de Escañuela, posesiones que habían pertenecido a su difunto esposo.
El infante Fernando de la Cerda (1255-1275), estaba casado desde 1269 con la infanta Blanca de Francia, hija del rey Luis IX de Francia. El infante Fernando de la Cerda falleció en 1275, por lo que puede que sus señoríos volvieran a la Corona.
En 1288, Alfonso X el Sabio confirmó el dominio como Señorío de Infantazgo, y aparece en manos de su hijo, el Infante Juan de Castilla el de Tarifa (1262-1319).
Sancho IV de Castilla, en carta al concejo de Córdoba, fechada en 8 de marzo de 1293, quitó las villas de Baena, Luque y Zuheros a su hermano el infante Juan en ese mismo año. La toma de las villas por el concejo cordobés debió ocurrir antes del 9 de junio de 1293 pues en este día el concejo premia a Fernando Díaz y a Alfonso Fernández, especialmente por la ayuda prestada en la conquista de las villas de Baena, Luque y Zuheros. Un plazo con el que hay que contar y que debió mediar entre la conquista de las villas y las donaciones del concejo es el del mensajero que llevó la noticia al rey y que trajo a Córdoba una carta del monarca en que indicaba el premio que se les debía otorgar por la hazaña. Un plazo que parece situar la conquista en los primeros días de mayo de 1293.
En tiempos de Juan II de Castilla, fue concedido el señorío a Gonzalo Martínez de Córdoba, caballero de la Casa de Aguilar, pero al morir éste sin sucesión, se le concedió al Alcaide de los Donceles, Alfonso Fernández de Córdoba, que murió también sin sucesión.
En 1445 Alonso de Córdoba, falleció sin hijos, dejando como heredero universal a su hermano, Pedro de Córdoba Solier. Sin embargo, en aquel momento se apoderó de la villa Diego Fernández de Córdoba, I conde de Cabra, erigiéndose arbitrariamente en señor de ella. Juan II dispuso que se cumpliese la voluntad del II señor de Zuheros. Así, a través de una Carta Real de 12 de noviembre de 1447, se confirmó a Pedro de Córdoba Solier, que  fue doctor en Decretos en la Universidad de Salamanca, arcediano de Castro y, posteriormente, obispo de Córdoba, como heredero del señorío de Zuheros.
Pedro de Córdoba y Solier, tuvo dos relaciones, la primera con Catalina Gutiérrez de Escavias y la segunda con Juana de Cárdenas. De la primera relación tuvo a: Alonso de Córdoba, a quien legitimó para que le sucediese en el señorío de Zuheros, siendo IV señor de Zuheros y a María de Solier Córdoba, que contrajo matrimonio con Pedro González de Hoces, señor de la Dehesa de Malpartida. De la segunda relación tuvo a: Pedro de Solier, que pasará ser I señor de Fontanar.
El 25 de julio de 1470 Pedro de Córdoba Solier, III señor de Zuheros y obispo de Córdoba, donó a su hijo Alonso de Córdoba la villa, castillo y fortaleza de Zuheros, con sus términos, vasallos y jurisdicción. Al año siguiente, por escrituras hechas en Córdoba el 17 de mayo y el 22 de junio de 1471, Pedro de Córdoba Solier otorgó a su hijo primogénito, Alonso de Córdoba, el señorío de Zuheros, y a su otro hijo, Pedro de Solier, las heredades del Fontanar, Cuvillas y Torreblanca.
Alonso de Córdoba, IV señor de Zuheros era hijo de la relación que Pedro de Córdoba Solier mantuvo con Catalina Gutiérrez de Escavias. Fue legitimado por el rey Juan II, por su cédula real fecha en Valladolid a 10 de enero de 1454.
Alonso de Córdoba, IV señor de Zuheros, quien el 18 de septiembre de 1512 obtuvo la facultad real de fundar mayorazgo de la villa de Zuheros en la persona de su hijo Juan, confirmándose el mayorazgo en 1523, por cédula de la reina Juana la Loca y a su nombre del Emperador y Rey su hijo, fecha en 11 de junio de 1523.

## Señores de Zuheros
- Gonzalo Martínez de Córdoba, caballero de la Casa de Aguilar, I Señor de Zuheros, donado por Juan II de Castilla, en 1441.

- Alfonso Fernández de Córdova, Señor de Zuheros, Alcaide de los Donceles, hijo de Martín Fernández de Córdoba (1360-1431), II Señor de Chillón, Alcaide de los Donceles y de María Alfonso de Argote, señora de Espejo e Lucena; Casado con Sancha Fernández de Córdoba. Falleció en 1445, sin sucesión.[3]

- Pedro Fernández de Córdova y Solier, Obispo de Córdoba, fue el fundador de los Mayorazgos de Zuheros y el Fontanar, fallecido en 1476, hijo de Martín Fernández de Córdoba (1360-1431), II Señor de Chillón, Alcayde de los Donceles y su segunda mujer, Beatriz de Solier. Con Catalina Gutiérrez de Escavias, tuvo a:

- Alonso Fernández de Córdova y Solier, hijo legitimado en 1454, IV Señor de Zuheros (la numeración de IV Señor, se refiere dentro de la Casa de Córdoba); Contrajo matrimonio en dos ocasiones:

1. con Mayor Venegas, hija de García Venegas; Les sucede su hijo, Juan Fernández de Córdoba Venegas.
2. con Mayor de la Cueva y Carvajal, hija de Diego Sánchez de Carvajal y Mendoza, I señor de Jódar y María de la Cueva de Mercado.

- Juan Fernández de Córdoba Venegas(fallecido en 1578), V Señor de Zuheros, hijo del IV señor de Zuheros, Alonso de Córdoba, y de Mayor Venegas; Casado con Elvira Gutiérrez de los Ríos y Aguayo, hija de Pedro Gutiérrez de los Ríos y Aguayo, III señor de las Ascalonias y de Inés Gutiérrez de los Ríos y Venegas de Montemayor. Tienen dos hijos: Jerónimo Fernández de Córdoba “El Ciego” y Alonso. Les sucede su nieta:[6]

- Elvira de Córdoba Carrillo, VI Señora de Zuheros, hija de Alonso Fernández de Córdoba, hijo primogénito del V señor de Zuheros, y de Beatriz Carrillo de Córdoba; Casada con de Luis Ponce de León, de la Orden de Santiago, su primo hermano, hijo del capitán Andrés Ponce de León de Córdoba y de Gregoria Portocarrero de Córdoba Guzmán.Le sucede su nieto:[7]

- Luis Egas de Córdoba Venegas (1594-1627), VII Señor de Zuheros, hijo de Luis Fernández de Córdoba Ponce de León, primogénito de la VI señora de Zuheros, y de Felipa María Venegas de Córdoba, hija de Rodrigo Venegas de Córdoba, IX señor de Luque y Ana Fernández de Córdoba y hermana de Egas Salvador Venegas de Córdoba, I conde de Luque. Casado con Guiomar María Venegas de Figueroa Segarra, su prima, hija de Luis Venegas de Figueroa y de Ana Segarra de Zúñiga. Sucedió su hija:[8]

- Felipa María Fernández de Córdoba Venegas de Figueroa, VIII señora de Zuheros. Murió siendo niña, por lo que sucede su tía, en 1631:[9]

- Elvira Ana de Córdoba Venegas, IX Señora de Zuheros, hija de Luis Fernández de Córdoba Ponce de León, primogénito de la VI señora de Zuheros, y de Felipa María Venegas de Córdoba. Fallecida en 1667, hereda su primo:[10]

- Jerónimo Fernández de Córdoba y Figueroa, X Señor de Zuheros; hijo de Juan Fernández de Córdoba Saavedra Ángulo y de María Suárez de Figueroa Hoces. Sin descendientes legítimos, hereda su hermano en 1675:

- Andrés Fernández de Córdoba y Figueroa, XI Señor de Zuheros; Casado con Antonia Josefa del Mármol. Sucede su hijo:

- Juan Andrés Fernández de Córdoba Mármol, XII Señor de Zuheros. Hijo de Andrés Fernández de Córdoba Figueroa, XI señor de Zuheros, y de Antonia Josefa del Mármol. En 1709, sucede su hermana:

- María Fernández de Córdoba Mármol, XIII Señora de Zuheros. Hija de Andrés Fernández de Córdoba Figueroa, XI señor de Zuheros, y de Antonia Josefa del Mármol. Fallece en 1736, sin sucesión.[11]

- Leonor María de Morales y Fernández de Córdoba, XIV Señora de la Casa y Señorío de Zuheros, hija de Beatriz Fernández de Córdoba Figueroa (hermana mayor de los X y XI señores de Zuheros),[11] que pasará a ser XIV señora de Zuheros y II marquesa de Algarinejo.[12]

- Juan Andrés Fernández de Córdoba Morales, XV Señor de Zuheros, VI Señor del Algarinejo, III Marqués del Algarinejo; Casado con Ana Dorotea Ordóñez de Villaquirán, hija de Cristóbal Ordóñez Portocarrero y de Luisa Teresa López de Chaves, VI marquesa de Cardeñosa.[13]

- Francisco de Paula Fernández de Córdoba y Venegas de Córdoba (fallecido el 16-12-1796), V Marqués del Algarinejo, Marqués de Cardeñosa, Marqués de Valenzuela y Conde de Luque, XVI Señor de Zuheros; Casado con Leonor Pérez de Barradas y Fernández de Henestrosa. Le sucede su hijo:

- Cristóbal Rafael Fernández de Córdoba y Pérez de Barradas (1761-1833), Marqués del Algarinejo, Marqués de Cardeñosa, Marqués de Valenzuela y Conde de Luque, XVII Señor de Zuheros; Casado con María del Carmen Rojas y Narváez.

- Cristóbal Rafael Fernández de Córdoba y Rojas (Granada, 1804 - Sevilla, 1873), VIII Conde de Luque, Marqués de Valenzuela, Marqués de Cardeñosa, VII Marqués de Algarinejo, XVIII Señor de Zuheros, X Señor del Algarinejo y último.[14]